# Renard R-36
Le Renard R.36 était un chasseur monoplan entièrement métallique conçu par l'ingénieur belge Alfred Renard, afin de remplacer les Fairey Firefly IIM au sein des escadrilles de l'armée de l'air belge. 
Le but du projet R.36 était d'améliorer significativement les performances du Renard Epervier, qui n'avais jamais été adopté par le gouvernement belge. Le premier prototype construit vola le 5 novembre 1937. Les essais étant jugés satisfaisants, l'armée de l'air belge passa commande pour quarante appareils, devant être livrés dans les deux années à venir. 
L'accident du prototype  le 17 janvier 1939 qui s'écrase à Nivelles entrainant la mort de son pilote, le vicomte Eric de Spoelbergh (en), fait abandonné le programme au profit d’Hurricane britanniques. 